# Bellezza (rivista)
Bellezza, Mensile dell'alta moda e della vita italiana, è stata una rivista fondata nel 1941 da Gio Ponti. Venne in qualche modo osteggiata fino alla caduta del fascismo, quando anche Ponti stesso si dimise.

## Premessa
Oltre all’architettura, tra le imprese editoriali meno conosciute di Giovanni Ponti, noto come Gio Ponti, vale la pena ricordare l'episodio accaduto verso la fine del 1940, quando era in procinto di lasciare la rivista Domus, ciò che probabilmente rappresenta la poliedricità del personaggio e anche dei suoi interessi culturali. Egli pensava a nuove avventure editoriali nonostante che il paese fosse in guerra, come ad esempio, alla rivista “Stile”, della quale usciranno 70 numeri fino al 1947, edita da Garzanti, quando Ponti tornerà alla direzione di Domus. Così scrisse nel primo numero, gennaio 1941, di quella edizione: “Sotto l’egida d’una parola altamente impegnativa, ‘Stile’, si inizia una indicazione di opere d’architettura e d’arredamento, e anche di disegni, e di opere di pittura e di scultura”.
L'altra avventura in cui Ponti decise di imbarcarsi fu un'altra rivista, “Linea”, quella che poi diventerà "Bellezza". Il periodico era rivolto ad un pubblico prevalentemente femminile nelle sue intenzioni, ma non avrebbe dovuto essere una sorta di sfilata di moda e di modelli da sfogliare bensì come parte di un alto contesto sociale, artistico e civile italiano.
Infatti, l'obiettivo delle due nuove riviste avrebbe dovuto essere quello di documentare l'elevato livello delle arti e degli avvenimenti della vita italiana, con cronache del teatro e del cinema, con l'aggiunta di articoli degli illustri scrittori nostrani, riproduzioni di quadri e sculture, con l'intento di mostrare il gusto e il clima spirituale italiano.

## Storia
Il periodico uscì nel gennaio del 1941. Il nome "Bellezza" sembra sia stato scelto dallo stesso Mussolini, quando una delegazione editoriale andò a proporre come nome della nuova pubblicazione "Linea". Al duce non piacque e in un foglio "datato Torino XVIII" scrisse "Bellezza".
Vi collaborarono tutti i grandi sarti del tempo dato che lo scopo era di creare una rivista che fosse  paragonabile alle americane Vogue e Harper's Bazaar. Infatti, furono curate in maniera particolare la grafica con disegni, schizzi e bozzetti cui parteciparono i più importanti artisti del tempo tra cui Filippo de Pisis, Enrico Prampolini, Marcello Dudovich, Friedrich Berzeviczy Pallavicini, Edina Altara e Bruna Moretti, senza dimenticare la fotografia, principalmente quella di Elio Luxardo, sempre in prima fila a riprendere divi del cinema, dell'alta borghesia, della nobiltà europea e dei gerarchi del regime. Vi collaborarono a vario titolo e per più o meno tempo: Irene Brin, Elena Celani, Anna Banti, Luigi Barzini, Emilio Cecchi, Maria Pezzi, Bruna Moretti, e a Elsa Robiola, oltre che fondatrice insieme a Gio Ponti, fu anche caporedattrice dopo le dimissioni di Ponti nel 1943, in maggio dopo la caduta del regime. Dopo il numero di novembre-dicembre 1944, la rivista interruppe le pubblicazioni per riprenderle nel novembre dell'anno successivo ma con un assetto completamente nuovo, non più come progetto culturale.
Tra i fotografi, oltre a Luxardo, vi collaborarono Lucio Ridenti (che faceva parte della redazione), Claudio Emmer, Ghitta Carell.
Alla fine della secondo conflitto bellico, Gio Ponti ebbe a scrivere: "[...] il superfluo non è, per grazia di Dio, superfluo. Questa vitalità stessa del superfluo, che rifiorisce tanto vittoriosamente, insopprimibilmente ed emozionantemente dalle rovine è un gran segno per fortuna nostra di italiani, di quanto sia vivo in noi il bisogno della grazia, di un accento di bellezza, il fatto puro e semplice di esistere. L’avventura del vivere è una cosa arcana e magica, è la prima, la più avventurosa delle nostre possibili avventure: ed è irresistibile per noi italiani il viverla nella presenza di un segno, almeno, di bellezza e d’eleganza". Forse le polemiche con Oppo e con i dirigenti fascisti che condizionarono pesantemente la conduzione della rivista, tanto che lui si dimise nel 1943, forse le mutate condizioni post-belliche ed anche la nuova svolta impressa al periodico, indussero Ponti a non comparire più sulla rivista.
Negli anni '50 e '60 la rivista, ormai declassata a periodico di moda femminile, dedicò spazio in particolare alla boutique e al prêt-à-porter, agli accessori, ai gioielli e ai tessuti.